# Batalla aérea cerca de Tobruk de 1989
El 4 de enero de 1989, dos Grumman F-14A Tomcat de la Armada de los Estados Unidos derribaron dos Mikoyan-Gurevich MiG-23 operados por la Fuerza Aérea Libia. Las tripulaciones de vuelo estadounidenses creían que intentaban atacarlos, como había sucedido ocho años antes, durante el incidente del golfo de Sidra de 1981. El combate aéreo tuvo lugar sobre el mar Mediterráneo, a unas 40 millas (64,4 km) al norte de Tobruk, Libia .

## Antecedentes
En 1973, Libia reclamó gran parte del golfo de Sidra como sus aguas territoriales, y posteriormente declaró una "línea de la muerte", cuya violación provocaría una respuesta militar. Estados Unidos no reconoció los reclamos territoriales de Libia, y continuó desafiando la línea, lo que llevó al incidente del Golfo de Sidra en 1981, y a un atentado terrorista en Alemania, que mató a dos soldados estadounidenses y a un civil turco, el 5 de abril de 1986. Ello, a su vez, llevó a los Estados Unidos a realizar ataques aéreos de represalia, contra objetivos en Libia, diez días después.
Los intentos de Libia de obtener armas de destrucción masiva fueron motivo de gran preocupación para la administración del presidente estadounidense Ronald Reagan, ya que consideraba a Libia como un Estado patrocinador del terrorismo . Las tensiones entre Libia y los Estados Unidos aumentaron después de que este último acusara a Libia de construir una planta de armas químicas cerca de Rabta, en 1988. Durante una entrevista de prensa en diciembre de 1988, Reagan indicó la posibilidad de una acción militar para destruir dicha planta. La posibilidad de un ataque estadounidense hizo que Libia aumentara sus defensas aéreas alrededor de Rabta, aumentándose el estado de alistamiento militar en todo el país.

## Combate

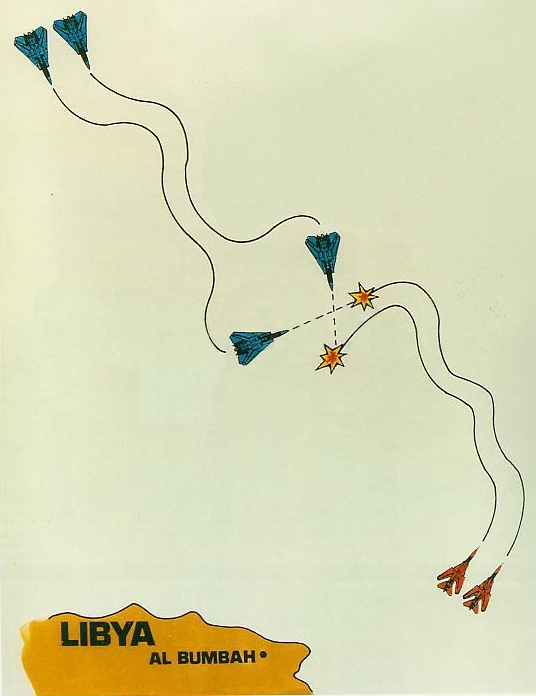
Descripción simplificada del incidente entre las aeronaves F-14A estadounidenses y MiG-23 libias.

En la mañana del 4 de enero de 1989, el portaaviones USS John F. Kennedy navegaba hacia el Mar Mediterráneo oriental para una visita programada al puerto de Haifa, Israel . El portaaviones estaba a más de 120 millas (193,1 km) al norte de Libia, y tenía aviones operando aproximadamente 80 millas (128,7 km) al norte del país. Los aviones que operaban desde el Kennedy incluían varios A-6 Intruders en ejercicios al sur de Creta, dos pares de F-14 Tomcats del VF-14 y VF-32, que realizaban patrullas aéreas de combate, y un E-2 Hawkeye del VAW-126, que proporcionaba alerta temprana y control aerotransportado .
La estación de patrulla aérea de combate más oriental fue proporcionada por los dos F-14 del VF-32, cuyos indicativos de llamada fueron Gypsy 207 y Gypsy 202. Gypse 207 se encontraba tripulado por el Comandante Joseph Bernard Connelly y el Comandante Leo F. Enwright en el, F-14A número de serie 159610, mientras que en el Gypsy 202 se encontraban el Teniente Herman C. Cook III y el Teniente Comandante Steven Patrick Collins, a bordo del F-14A número de serie 159437. Aunque el Grupo de Batalla Kennedy no estaba operando dentro del polémico Golfo de Sidra y estaba a 600 millas (965,6 km) de distancia de Rabta, el Comandante del Grupo de Batalla creía que las preocupaciones de Libia sobre un ataque estadounidense aumentaban la probabilidad de una confrontación. Por ello, se dio a las tripulaciones que se encontraran cumpliendo con actividad de vuelo una sesión informativa especial, enfatizando cuales serían las reglas de combate .
A las 11:55 hora local, el E-2 detectó dos MiG-23 libios despegando del Aeródromo de Bomba (Al Bumbah), cerca de Tobruk, y los observó en el radar dirigiéndose en dirección norte, hacia el Grupo de Batalla Kennedy. Los dos F-14 del VF-32 fueron entonces dirigidos a interceptar los MiG-23, mientras que los F-14 del VF-14 cubrieron a los A-6, mientras partían hacia el norte. Utilizando sus radares de a bordo, los F-14 comenzaron a rastrear a los MiG-23, momentos en los cuales estos aviones libios se encontraban 72 millas náuticas (133,3 km) de distancia y a una altitud de 8000 pies (2438,4 m), volando a una velocidad de 420 nudos (780 km/h).
A diferencia de algunos encuentros aéreos anteriores en los que los pilotos libios recibieron instrucciones de retroceder después de detectar una señal de radar de un F-14, los MiG-23 continuaron acercándose a los cazas estadounidenses, con una aproximación frontal.
Cuando ambos pares de aviones convergieron, el E-2 y otros activos de escucha estadounidenses en el área monitorearon las comunicaciones por radio entre los aviones libios y sus controladores de tierra. Los estadounidenses escucharon cómo los MiG-23 recibían ayuda para interceptar a los F-14 por parte de los controladores terrestres, en una estación de radar en Bomba. Esta estación de radar había sido una de las varias que se activaron a lo largo de la costa libia en aquellos momentos, para apoyar a los MiG-23.
A las 11:58, los F-14 giraron a la izquierda, alejándose de los MiG-23, para iniciar una intercepción estándar. Siete segundos más tarde, los MiG-23 volvieron hacia los cazas estadounidenses, para realizar otra aproximación frontal, descendiendo de altitud. En este punto, las tripulaciones de los F-14 comenzaron a emplear tácticas para reducir la efectividad de los radares de los MiG-23 y el alcance de 12 millas ( 19,3 km) de sus misiles AA-7 Apex, con los que potencialmente se encontraban armados al despegar. Los aviones estadounidense comenzaron a descender de 20 000 a 3000 pies (6096,0 a 914,4 m), para volar más bajo que los cazas libios. La caída de altitud tenía como objetivo evitar que los MiG-23 detectaran a los F-14 utilizando la interferencia del océano para confundir a sus radares a bordo. Nuevamente, los pilotos estadounidenses realizaron otro giro a la izquierda, alejándose de los aviones libios durante dicho descenso. Momentos después, los MiG-23 giraron para volver a ponerse en curso de colisión con los F-14, y aceleraron a 500 nudos (930 km/h).
El Comandante de Guerra Aérea del Kennedy dio a las tripulaciones aéreas estadounidenses, entonces, la autorización para disparar si creían que los MiG-23 eran hostiles. Los F-14 se alejaron de los MiG-23 dos veces más, y cada vez, las tripulaciones aéreas estadounidenses vieron que los aviones libios se volvían hacia ellos para una aproximación frontal. A las 12:00:53, el Oficial de Intercepción de Radar (RIO) del F-14 número uno de la sección, el Comandante Leo Enwright, en el Gypsy 207, ordenó armar los misiles AIM-7 Sparrow y AIM-9 Sidewinder, después de lo que él determinó fue la quinta vez que el avión libio se volvía hacia ellos.
Ambas tripulaciones de vuelo estadounidenses armaron sus misiles cuando los aviones contrarios estaban a menos de 20 millas (32,2 km) de distancia y acercándose ambos grupos de aeronaves entre sí a una velocidad de 1000 nudos (1900 km/h). A una distancia de unas 14 millas náuticas (25,9 km), el piloto del primer F-14, el Comandante Joseph Connelly, hizo una llamada por radio al Comandante de Guerra Aérea, solicitando si había alguna novedad con respecto a los MiG-23. No hubo respuesta a su llamada. A las 12:01:20 y a una distancia de 12 millas náuticas (22,2 km), Enwright disparó un misil AIM-7, sorprendiendo a Connelly, quien no esperaba ver un misil acelerar alejándose de su avión, aunque el misil no logró alcanzar su objetivo. A una distancia de aproximadamente 10 millas náuticas (18,5 km), Enwright lanzó un segundo AIM-7, pero tampoco logró alcanzar su objetivo.
Los MiG-23 continuaron volando directamente hacia los cazas estadounidenses a 550 nudos (1020 km/h). Los F-14 entonces se separaron de manera defensiva, realizando ambos aviones virajes en direcciones opuestas. Ambos cazas libios viraron a la izquierda, para perseguir al segundo F-14, el Gypsy 202. Connelly preparó al Gypsy 207 para virar a la derecha y ponerse detrás de los MiG-23, mientras perseguían al otro caza estadounidense. Con los MiG-23 apuntando directamente hacia ellos, la tripulación del Gypsy 202 disparó un tercer AIM-7, desde aproximadamente 5 millas (8 km) de distancia, alcanzado y destruyendo a uno de los MiG-23 libios.
Después de ejecutar un giro brusco a la derecha, Gypsy 207 ganó una posición en el cuadrante trasero del MiG-23 restante. Mientras el caza libio viraba hacia la izquierda, y desde una distancia de 2,4 km, Connelly disparó un misil AIM-9, que derribó su objetivo. El segundo MiG-23 fue alcanzado por el AIM-9 a las 12:02:36. Los F-14 entonces descendieron a una altitud de varios cientos de pies, y regresaron a gran velocidad al portaaviones. Se pudo observar que ambos pilotos libios lograron eyectarse y descender en paracaídas hacia el mar con éxito, pero se desconoce si la Fuerza Aérea Libia pudo recuperarlos con éxito.

## Resultado

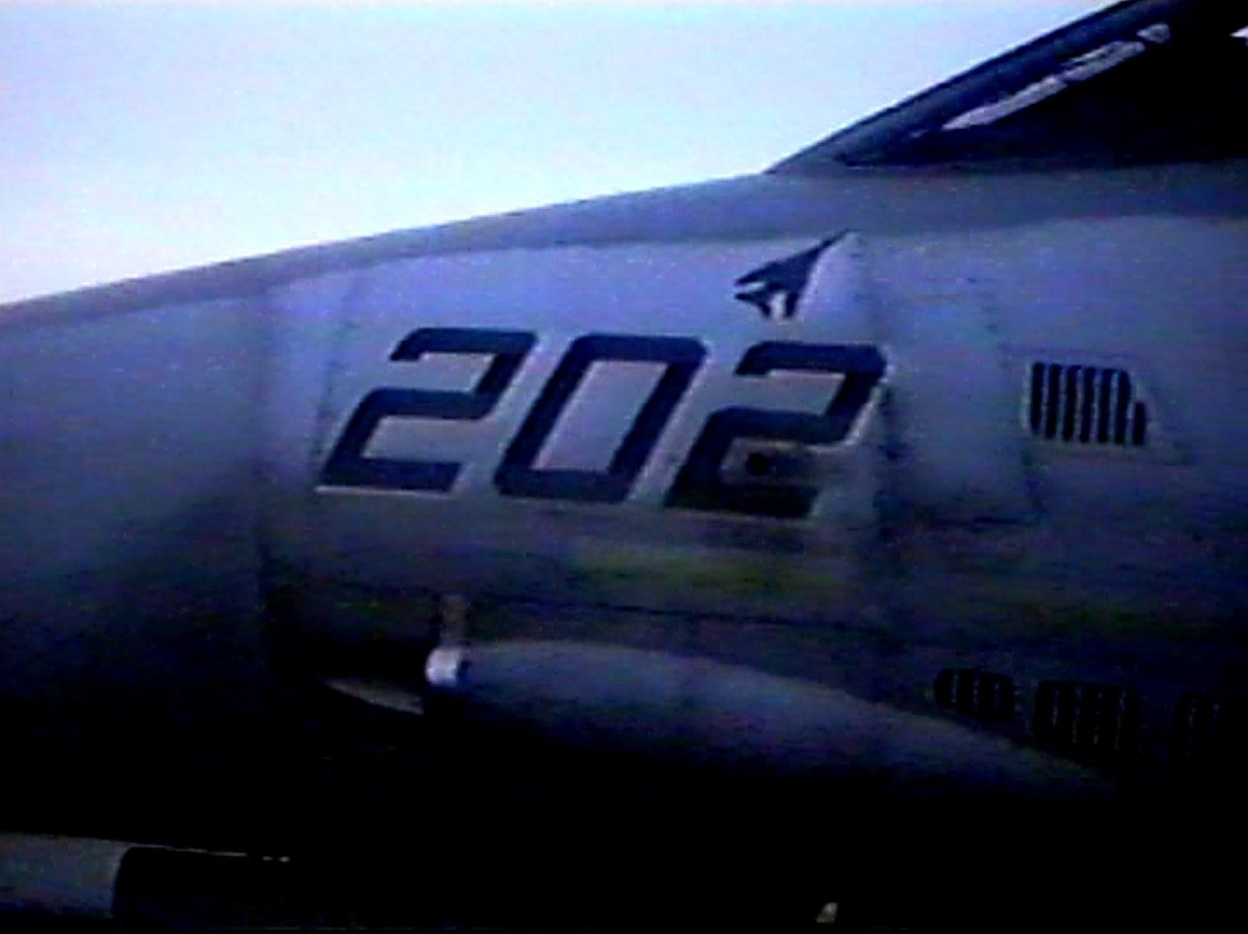
Una silueta de un MiG-23, pintada sobreel Gypsy 202 después del combate.

Al día siguiente, Libia acusó a los Estados Unidos de atacar dos aviones de reconocimiento desarmados que se encontraban en una misión de rutina sobre aguas internacionales, y el líder libio Muammar Gaddafi convocó a una sesión de emergencia de las Naciones Unidas, para abordar el incidente. Estados Unidos afirmó que las tripulaciones estadounidenses actuaron en defensa propia, debido a demostraciones de intenciones hostiles por parte de los aviones de la Fuerza Aérea Libia.
Dos días después del combate, el Departamento de Defensa de los Estados Unidos publicó fotografías tomadas de las cintas de vídeo de los F-14, en las cuales se podían observar al MiG-23 líder armado con dos misiles AA-7 Apex y dos misiles AA-8 Aphid. Cabe destacar, que el AA-7 es un misil semiactivo guiado por radar que también puede ser guiado por infrarrojo (búsqueda de calor), y que puede dispararse contra otro avión de frente. Estas evidencias se utilizaron para demostrar que los cazas libios se encontraban armados y ayudaron a respaldar la posición estadounidense de que los MiG-23 eran hostiles, y que las tripulaciones de la Armada habían actuado en defensa propia.

## Legado

### F-14 Tomcat números de serie159437y159610
A petición del Museo Nacional del Aire y el Espacio, la Armada de los Estados Unidos proporcionó el F-14 número de serie 159610 para su exhibición en el Centro Steven F. Udvar-Hazy, cerca del Aeropuerto Internacional de Dulles . Por otra parte, el Tomcat 159610 que derribó a uno de los MiG-23 libios regresó de ese despliegue, y entró en el Programa de Refabricación del F-14D, sirviendo más tarde en un papel de ataque de precisión como F-14D(R), asignado a la VF- 31.

## En la cultura popular
- Partes del audio del combate aéreo se utilizaron en la película Under Siege de 1992, y en la banda sonora del videojuego de MicroProse de 1998, Falcon 4.0.
- En la serie de televisión estadounidense JAG, el piloto ficticio Harmon 'Harm' Rabb, Jr. fue uno de los dos pilotos de F-14 que participó en un incidente similar a este, en el que Harm derribó un MiG-23 de la Fuerza Aérea Libia, inutilizó otro, y obligó a un tercero a regresar a su base.